# Owata
Owata (ros. Овата) – osiedle w Rosji, w Kałmucji, w rejonie celinnym. W 2010 liczyło 743 mieszkańców.